# Масалавес
Масалавес (ісп. Masalavés (офіційна назва), валенс. Massalavés) — муніципалітет в Іспанії, у складі автономної спільноти Валенсія, у провінції Валенсія. Населення — 1658 осіб (2010).

## Географія
Муніципалітет розташований на відстані близько 310 км на південний схід від Мадрида, 39 км на південь від Валенсії.

## Демографія
Динаміка населення (INE ):

## Галерея зображень

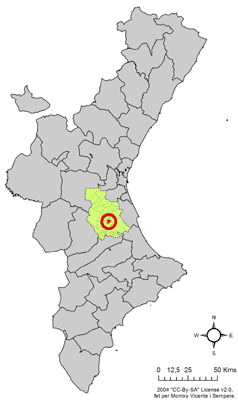
Розташування муніципалітету Масалавес у автономній спільноті Валенсія
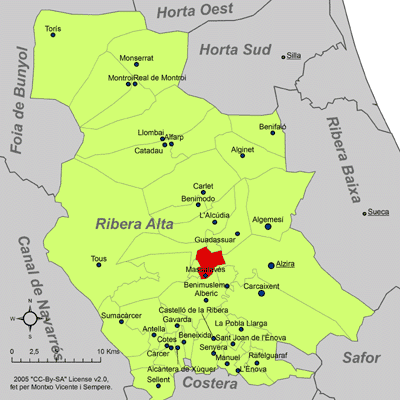
Розташування муніципалітету Масалавес у комарці Рібера-Альта
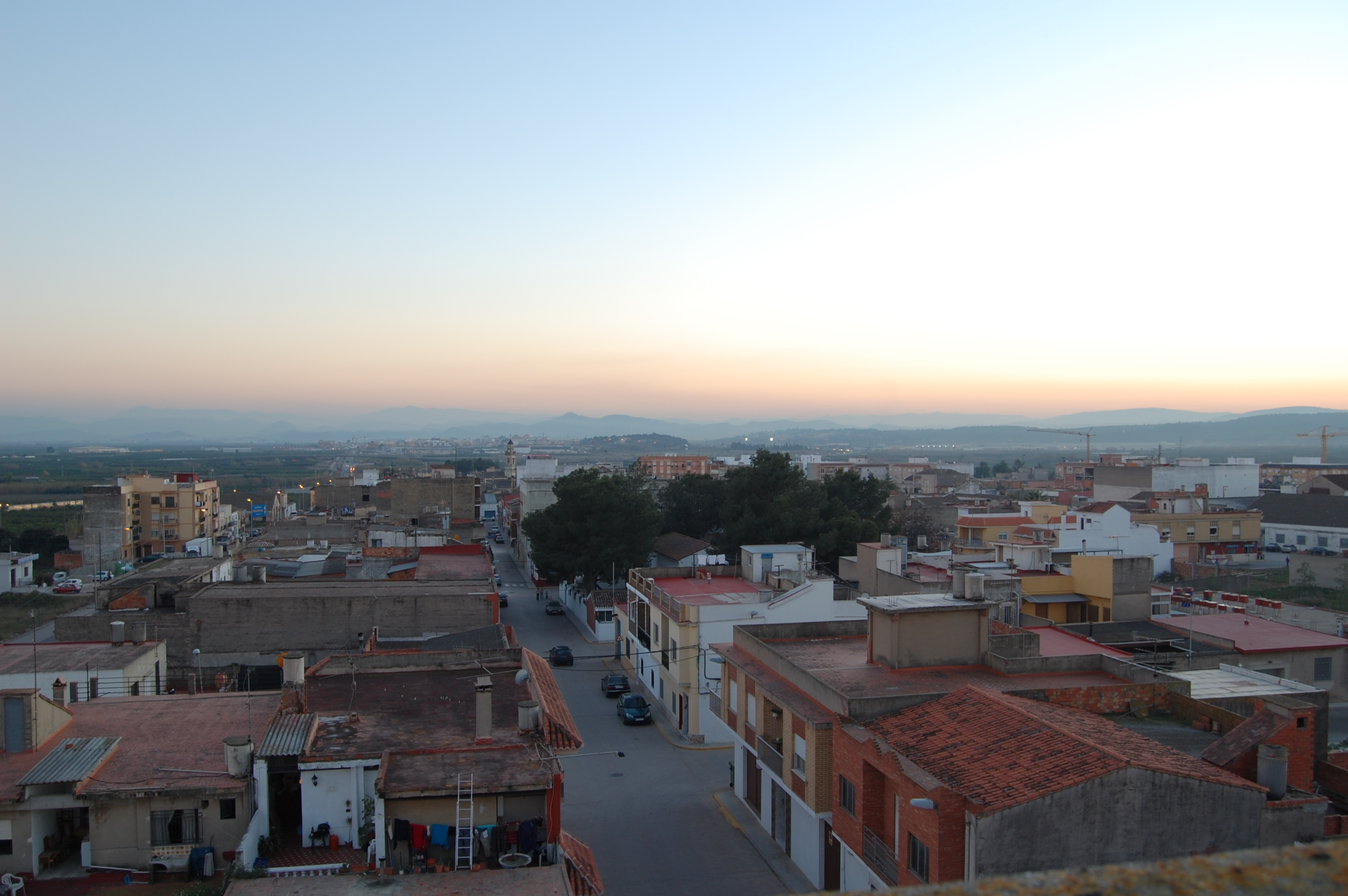
Панорама міста Масалавес